# Зоза
Зоза (њем. Sosa) општина је у њемачкој савезној држави Саксонија. Једно је од 69 општинских средишта округа Ерцгебирге. Према процјени из 2010. у општини је живјело 2.098 становника. Посједује регионалну шифру (AGS) 14521580.

## Географски и демографски подаци
Зоза се налази у савезној држави Саксонија у округу Ерцгебирге. Општина се налази на надморској висини од 714 метара. Површина општине износи 22,0 km². У самом мјесту је, према процјени из 2010. године, живјело 2.098 становника. Просјечна густина становништва износи 95 становника/km².